# 牡鹿郡
牡鹿郡（日语：／ Oshika gun */?）是位于宮城縣東部沿海的一個郡。人口9,980人、面積65.79 km²（2011年1月1日）。
現轄有以下1町。
- 女川町